# 重永忠
重永 忠（しげなが ただし、1961年 - ）は、日本の実業家。株式会社生活の木の代表取締役。さらに、生活之木 有限公司 （台湾） TREE OF LIFE (PVT) LTD.(スリランカ)、TREE OF LIFE TRAVELS (PVT) LTD.(スリランカ)の代表取締役なども務める。 東京都渋谷区出身。

## 人物
東京都渋谷区原宿表参道出身。東京経済大学経営学部卒業後、セブン-イレブン・ジャパンに入社。同社を退社後、独立行政法人中小企業基盤整備機構（現名称） 中小企業大学校・経営後継者コースを卒業し、生活の木の代表取締役に就任。
実家は陶器を扱う会社（現　株式会社　生活の木）を営んでいた。そのような環境下、父が楽しそうに働いている姿を間近に見ることで、商いに興味を持ち始めた。活発な野球少年であったが、小学校6年生の時に大病を患い、生活が一変する。当時、友人が励ましの言葉を多く投げかけてくれたことにより、感謝の気持ちや健康のありがたみなどを学ぶ。このことが生活の木の理念にも影響を与えている。一時は完治不可とも宣告されたが、漢方の服用により完治に成功する。自然の恵みが救ってくれたこのときの経験により自然への関心を強めた。のちに18歳の時、父親が仕事の関係で海外から持ち帰ったハーブと出会い、強い興味をひかれる。同年、「なかよし」という雑誌でポプリ（ハーブなどを混ぜた室内香の一種）を紹介し、大きな反響を呼ぶ。店舗ではポプリの材料の販売も始め、ショップの会員数を増やした。当時、まだ日本にはなかったハーブを日本に広め、実家の会社の新しい事業として拡大していった。大学卒業後、セブン-イレブン・ジャパンに入社し、経営者となるために流通業・小売業のノウハウを学んでいく。実際にコンビニの店長にもなり、24時間以上働くこともあったという。さらに、独立行政法人中小企業基盤整備機構（現名称）中小企業大学校経営後継者コースを経て株式会社 生活の木代表取締役に就任。意欲的に事業拡大を行っている。また地元である表参道で商店街振興組合原宿表参道欅会での専務理事を務める。